# Jeketro (Kledung)
Jeketro is een bestuurslaag in het regentschap Temanggung van de provincie Midden-Java, Indonesië. Jeketro telt 1122 inwoners (volkstelling 2010).